# Dariusz Kobylański
Dariusz Kobylański (1962) è un ex cestista polacco.

## Carriera
Con la Polonia ha disputato i Campionati europei del 1987.

## Palmarès
- Campionato polacco: 1

Śląsk Wrocław: 1986-87